# Alexander Neckam
Alexander Neckam, auch Necham oder Nequam, (* 8. September 1157 in St Albans, Hertfordshire, England; † 1217 in Kempsey, Worcestershire) war ein englischer Wissenschaftler und Lehrer.
Er wurde in derselben Nacht wie König Richard I. geboren. Neckams Mutter zog den Prinzen mit ihrem Sohn zusammen auf. Neckam wurde an der Schule der Abtei St Alban unterrichtet. Er begann als Schulmeister in Dunstable zu unterrichten, das der Abtei St Albans unterstand. Später, etwa von 1175 bis 1182, lebte er in Petit Pons in Paris. Um 1180 war er bereits ein angesehener Dozent der Freien Künste an der Pariser Universität.
Um 1186 war er zurück in England, wo er wieder das Amt eines Schulmeisters innehatte, zunächst in Dunstable in Bedfordshire und dann bis etwa 1195 als Leiter der Schule von St Albans. Es ist gesagt worden, dass er zusammen mit dem Bischof von Worcester Italien besucht habe, aber dies ist angezweifelt worden. Die Behauptung, dass er Prior von St Nicholas, Exeter, gewesen sei, scheint falsch zu sein. Allerdings war er mit Sicherheit für einige Zeit seines Lebens oft bei Hofe. Nachdem er Kanonikus bei den Augustiner-Chorherren geworden war, wurde er 1213 zum Abt des Klosters Cirencester in Gloucestershire berufen. Er starb in Kempsey in Worcestershire und wurde in Worcester begraben.
Neben der Theologie war Neckam am Studium der Grammatik und der Naturgeschichte interessiert, vor allem wird sein Name aber mit der Nautischen Wissenschaft verbunden. In seinen Schriften De naturis rerum und De utensilibus (von denen ersteres wahrscheinlich um 1180 geschrieben wurde und zum Ende des 12. Jahrhunderts wohlbekannt geworden war) hat uns Neckam die frühesten europäischen Aufzeichnungen über den Gebrauch des Magneten als Navigationsmittel in der Seefahrt hinterlassen. Außerhalb Chinas scheinen diese Aufzeichnungen die frühesten zu sein. (Der chinesische Enzyklopädist Shen Kua gab hundert Jahre zuvor in seinem 1088 geschriebenen Buch Meng ch'i pi t'an den ersten klaren Bericht von aufgehängten Magnetkompasse.) Wahrscheinlich in Paris hatte Neckam gehört, dass ein Schiff, neben anderen Ausrüstungsgegenständen, auch eine Nadel haben muss, die über einem Magneten angebracht ist (in De utensilibus ist von einer Nadel auf einem Lagerzapfen die Rede), die sich solange dreht, bis sie nach Norden zeigt, und den Seeleuten bei düsterem Wetter oder in sternlosen Nächten den Weg weist. Neckam scheint dies nicht als aufregende Neuheit zu betrachten – er hält nur fest, was anscheinend unter vielen Seeleuten der christlichen Welt gängige Praxis geworden war.
Der Antiquar Thomas Wright hat 1857 Neckams Schrift De utensilibus in seinem Band mit Vokabularien herausgegeben und 1863 De naturis rerum und De laudibus divinae sapientiae in seiner Rolls-Serie.
Neckam schrieb auch Corrogationes Promethei, einen Bibelkommentar, mit einer Abhandlung über grammatische Kritik als Einleitung; eine Übersetzung des Aesop in lateinische Elegien (sechs Fabeln dieser Übersetzung sind nach einer Pariser Handschrift in Roberts Fables inedites abgedruckt); noch unveröffentlichte Kommentare über Texte von Aristoteles, Martianus Capella und Ovids Metamorphosen, und andere Werke. Von alledem ist De naturis rerum, eine Art Handbuch des naturwissenschaftlichen Wissens des 12. Jahrhunderts, bei weitem das bedeutendste. Der Abschnitt über Magnete, von dem oben die Rede war, befindet sich in Buch II, Kapitel XCVIII (De vi attractiva – Über die Anziehungskraft) der Ausgabe von Wright. Der entsprechende Abschnitt in De utensilibus befindet sich auf S. 114 in dem Vokabularienband.
Roger Bacons Bemerkungen über Neckam als Grammatiker (in multis vera et utitia scripsit: sed ... inter auctores non potest numerari) stehen auf S. 457 in Brewers "Rolls"-Series-Ausgabe von Bacons Opera inedita. Siehe auch Thomas Wrights Biographia Britannica literaria, Anglo-Norman Period, Seiten 449–459 (1846) (Einiges hiervon wurde in der Ausgabe der De naturis rerum von 1863 verändert); C. Raymond Beazley, Dawn of Modern Geography, III, S. 508f.